# Túnel Ferroviario de Lapa (Porto)
El Túnel de Lapa es un túnel ferroviario que permite la conexión entre las estaciones de Lapa y de Trindade, del Metro de Porto, en el centro de la ciudad de Porto, Portugal. Tiene también conexión con el Túnel J, que es un túnel de servicio que permite la circulación de los composiciones fuera de servicio entre la red principal (que engloba las líneas: A,B,C,Y y F) y el Túnel Salgueiros-Ponte de la Línea D (amarilla).

## Historia
El túnel tiene vía doble con 500 m de longitud, fue inaugurado en octubre de 1938, por la CP, sirviendo de modo de bajada al puerto de las Líneas de Guimarães y de Póvoa, por el llamado Ramal de Trindade. Era el único acceso ferroviario a la estación de Porto-Trindade.
Estuvo al servicio de estas dos líneas hasta el 28 de abril de 2001, fecha en que el tramo de ferrocarril entre Trindade y Senhora da Hora fue cerrado, para reconversión en ancho europeo para su futura explotación a cargo de Metro de Porto. El resto del trazado (líneas de la CP a Póvoa de Varzim y Guimarães), también fueron entregadas a la misma empresa, según el acuerdo firmado el 23 de febrero de 2002.